# Antiochus I Soter
Antiochus I (324 - 2 juni 261 v.Chr.), bijgenaamd Sotèr (d.i. "redder" of "verlosser", Grieks Αντίοχος Σωτήρ), was koning van het hellenistische Seleucidenrijk (Syrië) van september 281 tot aan zijn dood.
Hij was de zoon van Seleucus I Nicator en Apame, en stond aan het hoofd van diens ruiterij in de Slag bij Ipsus in 301 v.Chr. Toen -volgens een anekdote uit de Syriaka van Appianus- uitlekte dat Antiochus smoorverliefd was op Stratonike, de jeugdige echtgenote van zijn vader, stond deze haar aan hem af. Tussen de twee koninginnen lijkt geen rivaliteit te hebben bestaan, aangezien Stratonike haar dochter Apame noemde.
Tijdens de regering van zijn vader was Antiochus verantwoordelijk voor Babylon en de oostelijke gebiedsdelen. Deze periode is goed gedocumenteerd in de zogeheten "babylonian Chronicles from the Hellenistic Period" (de Babylonische kronieken uit de hellenistische tijd), die in het British Museum zijn teruggevonden en zijn gepubliceerd.
Na de moord op Seleucus in 281 besteeg Antiochus de troon, en besloot af te zien van zijn vaders veroveringsplannen met het oog op het Westen. Hij sloot een vredesverdrag met Antigonus II Gonatas van Macedonië en huwelijkte aan deze zijn zuster uit. Met dit huwelijk legde hij de grondslag voor een eeuw van vriendschap met Macedonië.
Zijn bijnaam Soter ("redder") dankte hij aan zijn overwinning in de Slag der Olifanten in 276, tegen de Galaten die zijn rijk waren binnengevallen. In Klein-Azië weekte Pergamon zich van zijn rijk los onder Eumenes I, tegen wie hij in 262 een nederlaag leed.
Antiochus I geldt als de voornaamste stichter van Griekse steden in het Oosten na Alexander de Grote.